# Bistriški vintgar
Bistriški vintgar je soteska potoka Bistrica, levega pritoka Ložnice iz vzhodnega Pohorja. ki ga je v svojem zgornjem toku izdolbla v tonalitnem oziroma granodioritnem skalovju.
Potok Bistrica na svoji poti prečka zelo različne geološke plasti. Povirje je v tonalitu, v soteski so gnajsi in blestniki, kasneje prečka sklade pohorskega marmorja, ob koncu soteske pa amfibolitne plasti. V Zgornji Bistrici je pas serpentinita in aplita ter eklogita. Prav zaradi raznolikosti kamnin je soteska zanimiva, saj voda ustvarja mnoge brzice, slapišča in tri slapove, med njimi je največji Bistriški Šum.

## Vegetacija
Bistriški vintgar je porasel z gozdom. Do nadmorske višine 700 m rastejo hrast graden, beli gaber, češnja, maklen, tudi pravi kostanj, grmovnice pa so kovačnik, brogovita, navadna trdoleska in leska. Nad 500 m je razširjen tudi gozd bukve in belkaste bekice (Luzulo Fagetum), gorskega javorja, jelke in jerebike, grmovnic praktično ni, sicer pa so tukaj še zajčja deteljica, fuchsov grint, zajčji lapuh, rumena mrtva kopriva, borovnica in druge.

## Živalstvo
V območju vintgarja živi jelenjad, zajci, lisice, kune, dihurji, polhi, veverice, miši, rovke in drugi mali sesalci. Ker je okolje vlažno so tukaj tudi žabe, belouška in kobranka. Med pticami so gozdni jereb, prepelica, smrdokavra, kukavica, kanja, kragulj in druge.

## Naravna dediščina
V območju Bistriškega vintgarja se nahajajo naslednji zavarovani objekti:
- Kamnolom serpentinita - geološki naravni spomenik
- Rastišče serpentinske flore pri Zg. Bistrici - botanični naravni spomenik
- Potok Bistrica - hidrološki, geomorfološki ter botanični naravni spomenik
- Rimski kamnolom - geološki naravni spomenik
- Gozdni rezervat Gradišče
- Slap Bistriški Šum - hidrološki in geomorfološki naravni spomenik
- Debela smreka pod kmetijo Žerjav - dendrološki naravni spomenik
- Zgornji slap na Bistrici, slap Žleb - hidrološki in geomorfološki naravni spomenik
- Maroltova jelka - dendrološki naravni spomenik

## Kulturna dediščina
Zavarovani kulturni spomeniki so:
- Ančnikovo gradišče - arheološko območje
- Rimski kamnolom - arheološko območje
- Štampoharjev mlin - arheološko območje